# サウス・ハムステッド駅
サウス・ハムステッド駅 (英語: South Hampstead railway station) は、イギリス・ロンドンのカムデン区にある鉄道駅。スイス・コテージ駅の南西 550ヤード (500 m)にある 。